# Caraphia taiwana
Caraphia taiwana är en skalbaggsart som beskrevs av Chou och N. Ohbayashi 2008. Caraphia taiwana ingår i släktet Caraphia och familjen långhorningar.
Artens utbredningsområde är Taiwan. Inga underarter finns listade.